# Jürgen Postel
Jürgen Postel (* 1951 in Wandersleben in Thüringen) ist ein deutscher Fotograf, Graphiker und Plastiker in Weimar. Bekanntheit erlangte er unter anderem durch zahlreiche Ausstellungen im In- und Ausland. In musikalischer Hinsicht gehörte er in der DDR-Zeit zu den bedeutenden Vertretern des ostdeutschen Blues.

## Leben und Werk
Postel studierte von 1972 bis 1976 an der Fachschule für Werbung und Gestaltung Berlin-Oberschöneweide Ausstellungsgestaltung.
Er betätigte sich in der Rock- und Bluesszene. Er war bei „Frachthof“ (1977 bis 1985) und bei dem Bluesduo „Postel & Pötsch“ (1981 bis 2016). Er gehörte nach der Meinung von Michael Rauhut in DDR-Zeiten zu den Musikern, die als „Motor“ dieser Szene sowie als „ostdeutsche Musiklegende“ galten.
Seit 1979 arbeitet Postel freiberuflich in Weimar als Grafikdesigner. 1988 fertigte er erste Grafiken im Siebdruck. Er war bis 1990 Mitglied des Verbands Bildender Künstler der DDR und ist seit 1995 Mitglied der Künstlergruppe Hohenfelden, seit 2024 des Verbandes Bildender Künstler (VBK) Thüringen. Seine Werke befinden sich im privaten und öffentlichen Raum. In der DDR war er u. a. 1979 auf der Bezirkskunstausstellung Erfurt und 1981 auf der Ausstellung Junge Künstler der DDR in Karl-Marx-Stadt vertreten.
Postel entwarf die seit 2010 verliehene Ehrennadel des Landesmusikrates Thüringen, die der Weimarer Schmuckgestalter Wolfgang Lorenz (* 1949) ausführte. Er widmete sich zudem dem Werk des Weimarer Jugendstil-Architekten Rudolf Zapfe. Postel hat Wohnung und Atelier in einem Zapfe-Bau an der Weimarer Cranachstraße.
Postel veröffentlicht auch zu anderen Künstlern und betätigt sich zudem als Buchgestalter.

## Werke (Auswahl)

### Als Autor
- Das Hansa-Haus : vom Wohn- und Geschäftshaus zum Sitz der Weimarer Wohnstätte GmbH, Weimarer Wohnstätte GmbH, Weimar 2024.
- Rudolf Zapfe – Architekt., Selbstverlag, Weimar 2004.
- Und den hat Goethe gepflanzt? Bäume in Weimar. Logomotive: Weimar, 2005. ISBN 978-3-00-017538-1
- Und den hat Napoleon gepflanzt? Bäume in Weimar. Logomotive: Weimar, 2006. ISBN 978-3-00-020356-5
- (gemeinsam mit Viola-Bianka Kießling:) Königin der Instrumente: ein Orgelführer durch die Region Weimar und Weimarer Land. Fagott- und Orgelverlag: Friedrichshafen, 2007. ISBN 978-3-00-021071-6
- (gemeinsam mit Christine Blanken, Reinhard Keiser und Christian Friedrich Hunold:) Der blutige und sterbende Jesus von Reinhard Keiser. Das erste deutsche Passionsoratorium nach dem Text von Menantes im Kontext der geistlichen Musik Keisers. Wandersleben, 2010.
- (gemeinsam mit Helmut Pötsch:) Der Blues in Thüringen. In: Das blaue Wunder. Blues aus deutschen Landen (Hrsg. Winfried Siebers, Uwe Zagratzki, Volker Albold).  Lumpeter & Lasel: Eutin, 2010. ISBN 978-3-9812961-5-0. S. 315–363.[6]
- Gitta Günther, Jürgen Postel: Gedenktafeln in Weimar : Zeitzeugen der Geschichte, Verlagshaus William und Söhne, Berlin 2018.

### Als Illustrator und Fotograf
- Stadtmuseum Weimar (Hrsg.): Porzellan aus Blankenhain seit 1790 : aus den Sammlungen des Stadtmuseums Weimar im Bertuchhaus. Verlag Stadtmuseum: Weimar, 2010.
- Grüne Wahlverwandtschaften e. V., Arbeitskreis Friedhofskultur (Hrsg.): Historischer und Neuer Friedhof in Weimar: ein Wegweiser. Weimar, 2010. – Die Fotos des Bandes stammen von Postel.
- Reinhard Schau: Die Stiftung der Marie Seebach: Ein Altenheim für Bühnenkünstler. Seit 1895 in Weimar. Böhlau Verlag: Köln, Weimar, Wien, 2015. - Die Umschlaggestaltung sowie 18 Bebilderugen stammen von Postel.[7]

### Als Herausgeber
- Gustav Hermann Hamann (1868–1933) : ein vergessener Meister des Impressionismus. Verlag Stadtmuseum Weimar, Weimar 2008.
- "Und den hat Napoleon gepflanzt" : Bäume im Weimarer Land. Selbstverlag, Weimar 2006.
- Die Fenster unserer Kirche St. Nikolai zu Buttelstedt. Förderkreis Krebs-Fasch und Kirche Buttelstedt e.V., Buttelstedt 2024.
- Die privilegierte Löwen-Apotheke zu Buttelstedt und ihre Besitzer: Neuauflage des Originaltextes vom 26. Oktober 1930 im Sonntagsblatt der "Mitteldeutschen Zeitung" in Erfurt. Förderkreis Krebs-Fasch und Kirche Buttelstedt e.V., Buttelstedt 2023.
- Architekt Rudolf Zapfe : (1860–1934); prägte das Gesicht der Stadt Weimar zwischen 1885 und 1915. Logomotive Weimar 2010.
- Weimarer Künstler. Magistrat der Stadt Weimar, Weimar 1993.

### Als Musiker
- CD-Album Postel & Pötsch. Label: DRMV Rockwerk Records: Lüneburg, 1998.[8] OCLC 1183571924.
- Musikvideo FRACHTHOF: I Got The Same Old Blues. Live 1983 Ebersbrunn.[9]

## Ausstellungen
Jürgen Postel zeigt seine Werke seit 1989 in zahlreichen in- und ausländischen Kunstausstellungen. Seine Bilder waren unter anderem in folgenden Orten zu sehen (alphabetische Reihenfolge):
Bad Tabarz, Bansin, Bonn, Bratislava (Slowakei), Dresden, Erfurt, Freising, Garessio (Italien), Gotha, Greifswald, Halle, Hildburghausen, Jena, Korbach, Nürnberg, Pritzwalk, Rostock, Schaan (Fürstentum Liechtenstein), Strasbourg (Frankreich), Vaduz (Fürstentum Liechtenstein), Weida, Weimar, Wolgast, Wroclaw (Polen) und Wuppertal.
In den letzten Jahren stellte er an folgenden Orten aus:
- 2019 in Tröbsdorf: Flugziel 19. Bilder von und Musik mit Jürgen Postel[11]
- 2020 in Hildburghausen: Zwischen Raum und Zeit[12]
- 2021 auf Usedom: Spurensuche. Eine Ausstellung zu Lyonel Feininger[13]
- 2021 in Weimar: Blues, Zeichnungen, Fotogeschichten[14]
- 2023 in Bad Sulza: An der Ilm – Zeichnungen von Jürgen Postel[15]
- 2024 in Riechheim: An der Ilm – Zeichnungen von Jürgen Postel[16]